# Parc Natural Cindrel
El Parc Natural Cindrel (en romanès: Parcul Natural Cindrel) és una zona protegida de categoria V UICN situat a Romania al territori administratiu del comtat de Sibiu.